# اسکار لینی
اسکار لینی (انگلیسی: Oscar Lini; ۱ اکتبر ۱۹۲۸ – ۹ ژوئیهٔ ۲۰۱۶) بازیکن فوتبال اهل ایتالیا بود.
از باشگاه‌هایی که در آن بازی کرده‌است می‌توان به باشگاه فوتبال آ.اس. رم اشاره کرد.